# Deutsch lernen
Deutsch lernen: Zeitschrift für den Sprachunterricht mit ausländischen Arbeitnehmern war ein Informations- und Diskussionsforum im Bereich DfaA.

## Geschichte
Die Fachzeitschrift wurde vom Sprachverband Deutsch für ausländische Arbeitnehmer e. V., Mainz, von 1976 bis 2000 herausgegeben, zunächst als Probeheft im Julius Groos Verlag, Heidelberg, und ab 1976 vierteljährlich im Manthano-Verlag Josef Wagner in Ingelheim/Rh.
Nach Einstellung des Erscheinens der Zeitschriften Deutsch lernen und Bildungsarbeit in der Zweitsprache Deutsch (vor 1984: Bildungsarbeit mit ausländischen Jugendlichen) gab der Sprachverband ab 2001 halbjährlich die Zeitschrift DaZ – Deutsch als Zweitsprache im Schneider Verlag in Baltmannsweiler-Hohengehren heraus. Mit der Auflösung des Sprachverbands im Jahre 2003 übernahm das Bundesamt für die Anerkennung ausländischer Flüchtlinge (jetzt: BAMF – Bundesamt für Migration und Flüchtlinge) die Herausgabe der Zeitschrift und stellte sie zum Ende des Jahres 2015 ein.

## Inhalt
Neben Beiträgen von internationalen Autoren aus dem übergeordneten Forschungsbereich Deutsch als Fremdsprache und dem Spezialbereich Deutsch als Zweitsprache wurden vor allem fachspezifische Berichte aus der Praxis der Sprachvermittlung für ausländische Arbeitnehmer und ihre Familienangehörigen veröffentlicht. Die Fachzeitschrift unterstützte damit die Förderungstätigkeit des Sprachverbands, der die soziale Arbeit der Betreuungsverbände durch eine systematische Fortbildung der in den Sprachkursen eingesetzten Lehrkräfte sowie durch organisatorische und didaktische Vorgaben für den handlungsorientierten Sprachunterricht strukturierte. Daneben fanden auch Informationen und Stellungnahmen zu den sozialen, politischen und rechtlichen Aspekten der Lebens- und Arbeitssituation ausländischer Arbeitnehmer und ihrer Familienangehörigen in der Bundesrepublik Deutschland breiten Raum.